# 台湾省戒厳令
台湾省戒厳令（たいわんしょうかいげんれい、繁: 臺灣省戒嚴令）は、1949年（民国38年）5月19日に中華民国台湾省政府主席・台湾省警備総司令の陳誠によって布告された戒厳令。翌5月20日午前0時（中原標準時間）より台湾省全域で施行された。
台湾の戒厳状態は、1987年（民国76年）7月15日に中華民国総統の蔣経国によって戒厳令の解除が宣言されるまで38年間続いた。台湾の歴史区分では、この時期は「戒厳時代（繁: 戒嚴時代）」あるいは「戒厳時期（繁: 戒嚴時期）」と呼ばれる。

## 沿革
中国大陸で発生していた第二次国共内戦の情勢が中華民国政府・中国国民党にとって不利になると、総統の蔣介石は1948年（民国37年）12月10日に「民国三十七年十二月十日全国戒厳令」（通称：第一次全国戒厳令）を施行した。これにより、戦地から離れていた新疆省、西康省、青海省、台湾省、西蔵地方を除く国内全域が戒厳状態となった。翌1949年5月20日に台湾省でも個別に「台湾省戒厳令」が施行された。
台湾省警備総司令部は、台湾省全域を以下の5つの戒厳区に分けた。
| 戒厳区       | 管轄範囲                                                              | 戒厳司令 |
| ------------ | --------------------------------------------------------------------- | -------- |
| 台北市戒厳区 | 台北市                                                                | 任世桂   |
| 北部戒厳区   | 台北県、新竹県 基隆市、新竹市                                         | 戴樸     |
| 中南部戒厳区 | 台中県、台南県、高雄県 台中市、彰化市、嘉義市、台南市、高雄市、屏東市 | 唐守治   |
| 東部戒厳区   | 花蓮県、台東県                                                        | 欧廷昌   |
| 澎湖戒厳区   | 澎湖県                                                                | 李振清   |

「台湾省戒厳令」の施行後も、中国大陸における中華民国政府の状況は悪化の一途をたどった。1949年7月7日、総統代理の李宗仁は「民国三十八年七月七日全国戒厳令」（通称：第二次全国戒厳令）を施行し、中国大陸南部が接戦地域に指定された。10月2日、台湾に置かれていた東南軍政長官公署は台湾も接戦地域に指定するよう行政院に陳情し、11月2日、行政院は全国戒厳令の適用範囲に台湾省を追加することを決定した。1950年（民国39年）3月14日、立法院院会（本会議）は海南特別行政区と台湾省を接戦地域に指定することを遡及的に承認した。
戒厳令の施行以降、中華民国政府は国民の自由を制限するために「台湾省戒厳期間新聞紙雑誌図書管制弁法」、「懲治叛乱条例」、「戡乱時期検粛匪諜条例」などの30以上の法令を施行した。
1949年7月9日、台湾省政府は省政府職員に対する連帯保証制度を開始し、保証人がいる者のみを雇用するようになった。当初は公務員にのみ適用されたが、のちに台湾のほぼ全ての公的・私的組織で実施されるようになり、戒厳時代における国民の大多数に対する基本的な政治審査制度のひとつとなった。制度の一部は現在でも一部企業の人事作業に残っている。1950年4月3日、台湾省政府は「台湾反共保民委員会組織弁法」を公布し、翌日に各県市に委員会が設置された。

### 戒厳令の解除

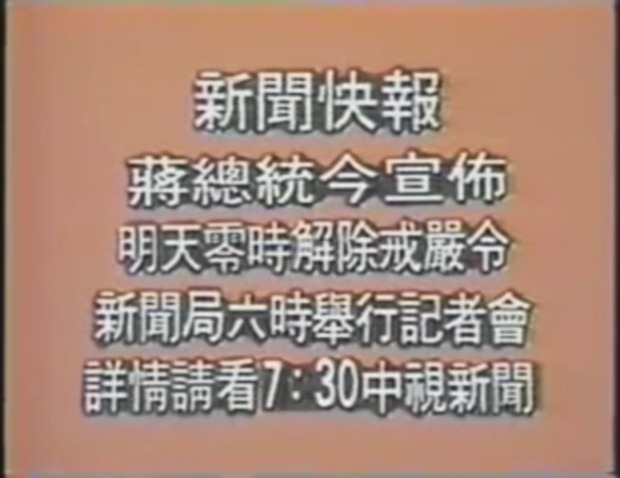
戒厳令の解除を伝える中国電視の画面

台湾における戒厳令はもともと国共内戦の産物であったが、中国共産党の最高指導者である鄧小平が金門島への砲撃などの武力行使を終了し、「一国二制度」を提唱して平和的な統一へと方針を転換したことにより、徐々に状況が変化し始めた。
1975年の蔣介石死去に伴い、権力を継承した第3代総統の蔣経国はこれに対抗して「妥協せず、接触せず、交渉せず」の三不政策と「三民主義統一中国」をスローガンとして鄧小平の呼びかけを無視した。しかし、中華人民共和国における「改革開放」政策が開始すると、共産党との間の対立は徐々に緩和していった。国内でも改革を求める党外運動が活発化しつつあり、中壢事件、橋頭事件、美麗島事件のような組織的な運動が多発していた。
1980年代に入って国共の対立が緩む中、国民党政権は林宅血案、陳文成事件、中華航空334便ハイジャック事件、六二七事件、三七事件などの数々の問題に直面した。党外の活動家たちは台湾の民主化のために戒厳令を解除することを要求し始め、「只要解厳、不要国安法」、「百分之百解厳」などのスローガンを掲げて1986年（民国75年）5月19日の五一九緑色運動などのデモ活動を行った。
1987年（民国76年）6月、隠蔽されていた三七事件の存在が民主進歩党の立法委員である呉淑珍や国内外のマスメディアによって暴露された。6月7日、アメリカ合衆国連邦議会下院は、中華民国政府に対して戒厳令の解除と結党禁止の廃止、言論の自由などの民主化の加速や、立法府の改選による民意に沿った政府の実現を求める「台湾民主決議案」を可決した。蔣経国の命令の下で三七事件の徹底的な捜査が行われ、6月中に40人以上の国軍幹部が裁かれた。
7月8日に立法院で戒厳令の解除を蔣経国総統に要請する決議が可決されたのを受けて、7月14日、蔣経国・兪国華（行政院長）・鄭為元（国防部長）の連名による総統令が公布され、翌7月15日午前0時から台湾地区における戒厳令が解除されることが発表された。これにより、台湾で38年2ヶ月にわたって継続していた戒厳状態は終了した。総統令では戒厳期間中に制定された30の政令の廃止も発表され、国防部は戒厳期間中に軍法会議にかけられた237人に対する減刑や釈放を行った。11月2日、退役軍人が第三国経由で中国大陸の親族を訪問することが許可された。
中国大陸に近い福建省金門県と連江県では、1956年（民国45年）6月23日に施行された「金門、馬祖地区戦地政務実験弁法」に基づいて軍政（戦地政務）が実施されていた。1991年（民国80年）に「動員戡乱時期臨時条款」が廃止されて全国戒厳令も解除されたが、国防部は金門と馬祖は最前線にあり、いつ攻撃されてもおかしくないこと、中国共産党が台湾に対する武力行使を放棄するまではまだ交戦中であることを理由に臨時戒厳令を新たに施行した。1992年（民国81年）11月7日に戒厳令と戦地政務が同時に終了し、1994年（民国83年）5月13日には金門と馬祖への渡航制限が解除された。
戒厳令の解除は台湾社会に次のような変化をもたらした。
- 出入国や出版物の管理が国防部から内政部警政署と行政院新聞局に移管された。
- 1987年12月1日、行政院情報局は1988年1月1日付での報禁（新聞禁止令）の解除を発表した[20]。
- 1987年11月5日、行政院会議（中国語版）は「動員戡乱時期人民団体組織法草案」を可決し、政治団体を同法が適用される人民団体の一つに分類して結社を合法化した。これによって1989年1月20日までの間に20以上の政党が結成された。同日、立法院第三読会は「動員戡乱時期人民団体法」を可決した。同法において全ての政治団体は法律に従って自由に設立でき、自由な選挙活動を行うことができると規定された[注 3]。

## 戒厳令の影響
戒厳令の施行は、台湾社会の発展に影響を与えた重要な出来事であった。「戒厳法」では「戒厳令の施行中、戒厳地域の最高司令官が行政・司法事務を統括する」と規定されている。戒厳令は国共内戦中の統治を円滑にするために施行され、戒厳令下において集会、結社、言論、出版、旅行などの権利を含む国民の自由や基本的人権を制限する法令が施行された。政府は戒厳令やそれに関連する法令を利用して、共産党員や反体制派（主に党外の活動家）に対して逮捕、軍律審判、投獄、処刑などを行うことができた。執行の責任者であった台湾警備司令部は、蔣介石の指示の元で徹底的にこれらの処置を行った。これらの政治的弾圧は「白色恐怖」と呼ばれる。1950年代に終身刑に処されて最後まで残った2人の政治犯の林書揚と李金武が34年7ヶ月の服役を終えて釈放されたのは、1984年（民国73年）12月のことであった。

### 政治的事件の統計
台湾民間真相与和解促進会は戒厳時代の死刑囚の情報を収集しており、2013年（民国102年）現在で確認された死刑囚の総数は1,061人である。
元立法委員の謝聡敏の統計によれば、1950年から戒厳令が解除された1987年までの台湾の政治的事件の関係者は14万人に達し、主な理由は共産党員、スパイ、親共産主義者、政治犯の処刑であった。1996年（民国85年）6月4日、謝聡敏は作家のジェイ・テイラーに対し、公式な逮捕者数は29,407人であると語った。逮捕者の約15％が銃殺刑に処されたという王昇の推定が正しければ、戒厳時代における死刑囚の総数は約4,500人となる。
法務部が立法院に提出した報告書によれば、戒厳時代に軍事法廷が受理した政治事件は29,407件であり、冤罪の被害者総数の最も保守的な公式推計は約14万人であった。司法院によれば、政治的事件は約6-7万件であり、1件平均3人で計算すれば、冤罪の被害者数は20万人を超えるはずであるとした。中でも1960年（民国49年）には、128,875人の戸籍が「行方不明」として政府によって削除された。
中国共産党は1949年前後に1,500人以上の工作員を台湾に送り込み、1,100人以上が中華民国政府によって裁かれ、処刑された。2013年12月、中国人民解放軍総政連絡部は彼らを記念して北京の西山国家森林公園に無名英雄広場を建設した。

## 合法性を巡る論争
2009年（民国98年）、謝聡敏と白色テロの被害者団体は、1949年に陳誠が公布した戒厳令は代理総統の李宗仁に法律の規定通りに報告されず、事後に立法院に遡及批准を求めたものであり、法律上無効であると主張した。彼らは「政府は無効な戒厳令に依拠して国民の人権を侵害した」として違憲審査を求めたが、司法院大法官が受理しなかったため、職務怠慢として監察院に大法官の弾劾を求めた。
政府の記録文書によれば、戒厳令の施行および解除の流れは以下の通りである。
| 日時                 | 日時                 | 出来事                                                         | 台湾、澎湖への影響                         | 金門、馬祖への影響                           |
| -------------------- | -------------------- | -------------------------------------------------------------- | ------------------------------------------ | -------------------------------------------- |
| 1947年               | 3月10日              | 台湾省行政長官の陳儀が戒厳令を施行（二・二八事件）             | 戒厳開始                                   | —                                            |
| 1947年               | 5月16日              | 台湾省政府主席の魏道明が戒厳令を解除                           | 戒厳解除                                   | —                                            |
| 1948年               | 12月10日             | 総統の蔣介石が「第一次全国戒厳令」を施行                       | （戒厳令の対象範囲外）                     | 戒厳開始                                     |
| 1949年               | 5月20日              | 台湾省政府主席の陳誠が「台湾省戒厳令」を施行                   | 戒厳開始                                   | 戒厳継続                                     |
| 1949年               | 7月7日               | 代理総統の李宗仁が「第二次全国戒厳令」を施行                   | 戒厳継続（全国戒厳令は対象範囲外）         | 戒厳継続                                     |
| 1949年               | 11月2日              | 行政院長の閻錫山が台湾省を全国戒厳令の対象範囲に追加           | 戒厳継続（全国戒厳令が省戒厳令を代替）     | 戒厳継続                                     |
| 1987年               | 7月15日              | 総統の蔣経国が台湾地区の戒厳令を解除                           | 戒厳解除                                   | 戒厳継続（全国戒厳令が依然適用）             |
| 1991年               | 5月1日               | 総統の李登輝が動員戡乱時期の終了を宣言して全国戒厳令を解除     | —                                          | 戒厳継続 （臨時戒厳が全国戒厳令を代替）      |
| 1991年               | 5月1日               | 金門防衛司令部および馬祖防衛司令部の指揮官が「臨時戒厳」を施行 | —                                          | 戒厳継続 （臨時戒厳が全国戒厳令を代替）      |
| 1992年               | 11月7日              | 金門および馬祖防衛指揮部の指揮官が戒厳令を解除                 | —                                          | 戒厳解除                                     |
| 長期戒厳令の継続期間 | 長期戒厳令の継続期間 | 長期戒厳令の継続期間                                           | 1949年5月20日 - 1987年7月15日 （38年56日） | 1948年12月10日 - 1992年11月7日 （43年333日） |